# Nikolai II của Nga
Nikolai II của Nga cũng viết là Nicholas II (tiếng Nga: Николай II, Николай Александрович Романов, chuyển tự: Nikolay II, Nikolay Alexandrovich Romanov [nʲɪkɐˈlaj ftɐˈroj, nʲɪkɐˈlaj əlʲɪkˈsandrəvʲɪʨ rɐˈmanəf], phiên âm tiếng Việt là Nicôlai II Rômanốp hay Ni-cô-lai II) (19 tháng 5 năm 1868 – 17 tháng 7 năm 1918) là vị Sa hoàng cuối cùng trong lịch sử Nga, cũng là Đại vương công Phần Lan và Vua Ba Lan trên danh nghĩa. Tên đầy đủ của Nikolai II là Nikolai Aleksandrovich Romanov (tiếng Nga: Николай Александрович Романов). Tước hiệu chính thức của ông là Nikolai Đệ nhị, Sa hoàng và Đấng cai trị chuyên chính của toàn nước Nga. Hiện nay, ông được Giáo hội Chính Thống giáo Nga gọi là Thánh Nikolai Người chịu nỗi thống khổ.
Sa hoàng Nikolai II trị quốc từ năm 1894 đến khi thoái vị vào ngày 15 tháng 3 năm 1917. Dưới triều đại của ông, đế quốc Nga đã lâm vào một loạt khủng hoảng kinh tế và quân sự. Những kẻ phê phán ông đã gọi ông là Nikolai Kẻ khát máu, vì đã ra lệnh cho vụ thảm sát Khodynka, Ngày chủ nhật đẫm máu, và những vụ trấn áp người Do Thái xảy ra dưới triều ông. Ông đã đẩy nước Nga vào cuộc chiến tranh với đế quốc Nhật Bản, mà Nga đã bại trận. Cũng chính ông là người đã ra lệnh tổng động viên quân đội Nga vào tháng tám năm 1914, đưa Nga vào cuộc Chiến tranh thế giới thứ nhất. Trong cuộc thế chiến này, quân Nga tham chiến ở phe Hiệp ước, cùng quân Anh, Pháp chống lại quân Đức, Áo-Hung.
Hàng loạt thất bại trong Thế chiến I khiến nước Nga lâm vào khủng hoảng, sự bất mãn với Sa hoàng lên cao. Năm 1917, phong trào Cách mạng Tháng Hai thắng lợi, Nikolai II phải thoái vị. Đầu tiên, ông và gia đình bị giam lỏng tại Cung điện Aleksandr ở Hoàng Thôn, rồi được chuyển tới Dinh Tổng đốc tại Tobolsk, sau đó lại chuyển tới ngôi nhà Ipatiev tại Yekaterinburg. Đêm ngày 16 rạng sáng ngày 17 tháng 7 năm 1918, để ngăn chặn việc quân Bạch Vệ giành được gia đình Sa hoàng và tái lập chế độ phong kiến tại nước Nga, Nikolai II và toàn bộ gia đình bị Hội đồng tỉnh Ural xử bắn với án trạng là đã phạm nhiều tội ác chống lại nhân dân. Lãnh đạo mới của Nga là Vladimir Lenin chỉ được thông báo về việc này vài ngày sau đó, ông tỏ ra rất buồn vì đã không ngăn chặn được vụ việc này, bởi nước Nga khi đó đang lâm vào thời kỳ nội chiến hỗn loạn.

## Tiểu sử

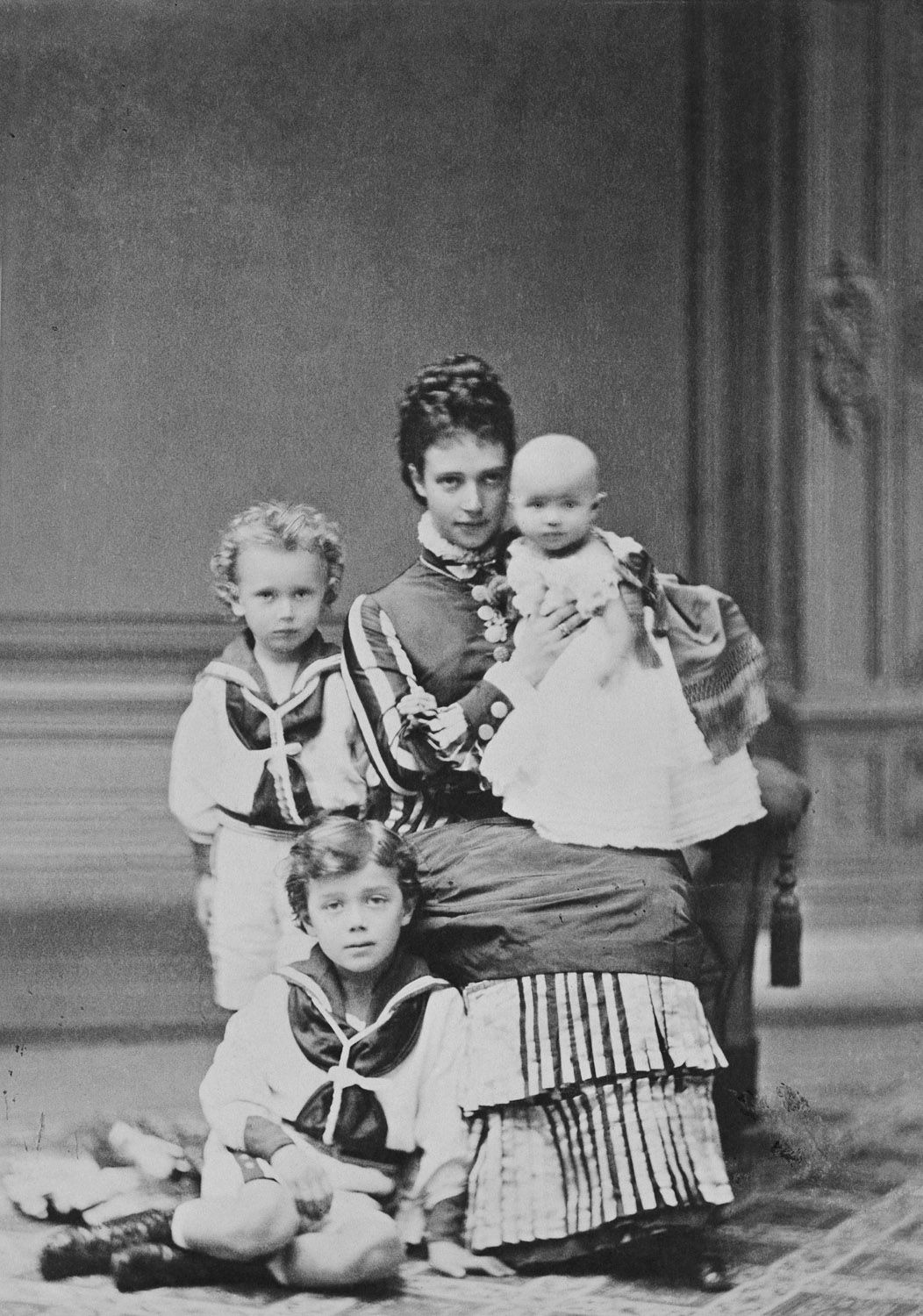
Đại vương công Nicholas Alexandrovich (ngồi dưới), Đại vương công George Alexandrovich (đứng bên trái), Dagmar của Đan Mạch và đứa bé bế trên tay là Đại vương công Xenia Alexandrovna.

Nikolai Aleksandrovich Romanov là con của Nga hoàng Aleksandr III và Dagmar của Đan Mạch (được biết đến với cái tên Nga là Mariya Fyodorovna). Ông bà nội của ông là Nga hoàng Aleksandr II và hoàng hậu Maria Alexandrovna của Nga, tức là Công nữ Marie xứ Hessen. Ông bà ngoại của ông là vua Christian IX của Đan Mạch và Luise của Hessen-Kassel. Năm 1881, ông được phong làm Tsesarevich, tức Hoàng thái tử.

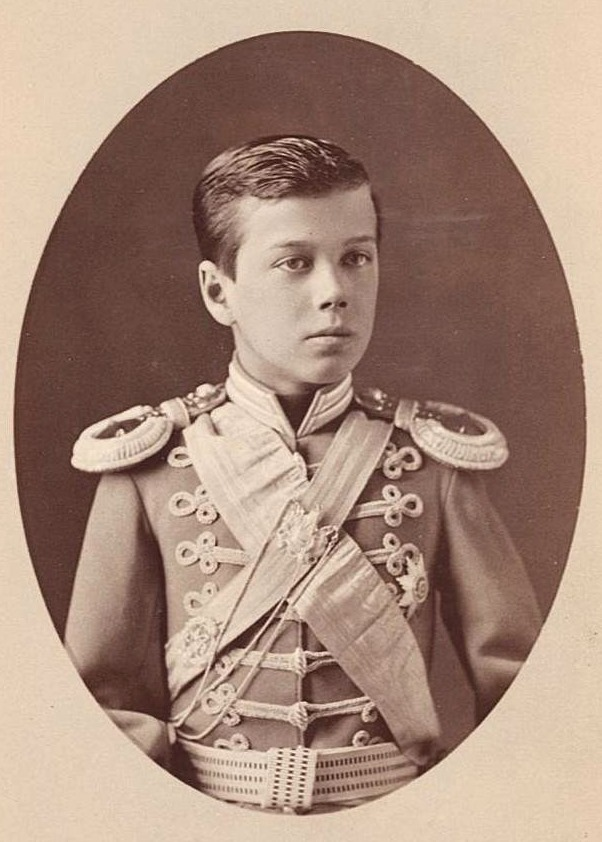
Nikolai Aleksandrovich khi 13 tuổi.

Những bức thư của Nikolai II sau khi vua Aleksandr III mất năm 1894 cho thấy ông vẫn lưu luyến vua cha. Thuở bé, ông thường ghen tỵ với sức khỏe của Aleksandr III, chẳng hạn như khi vua cha nâng được một tảng đá nặng 60 pao bằng một tay. Ông và mẹ rất yêu thương nhau, thường viết thư gửi cho nhau. Nikolai II có ba người em trai (Aleksander [1869-1870], Georgi [1871-1899], Mikhail [1878-1918]) và hai người em gái.

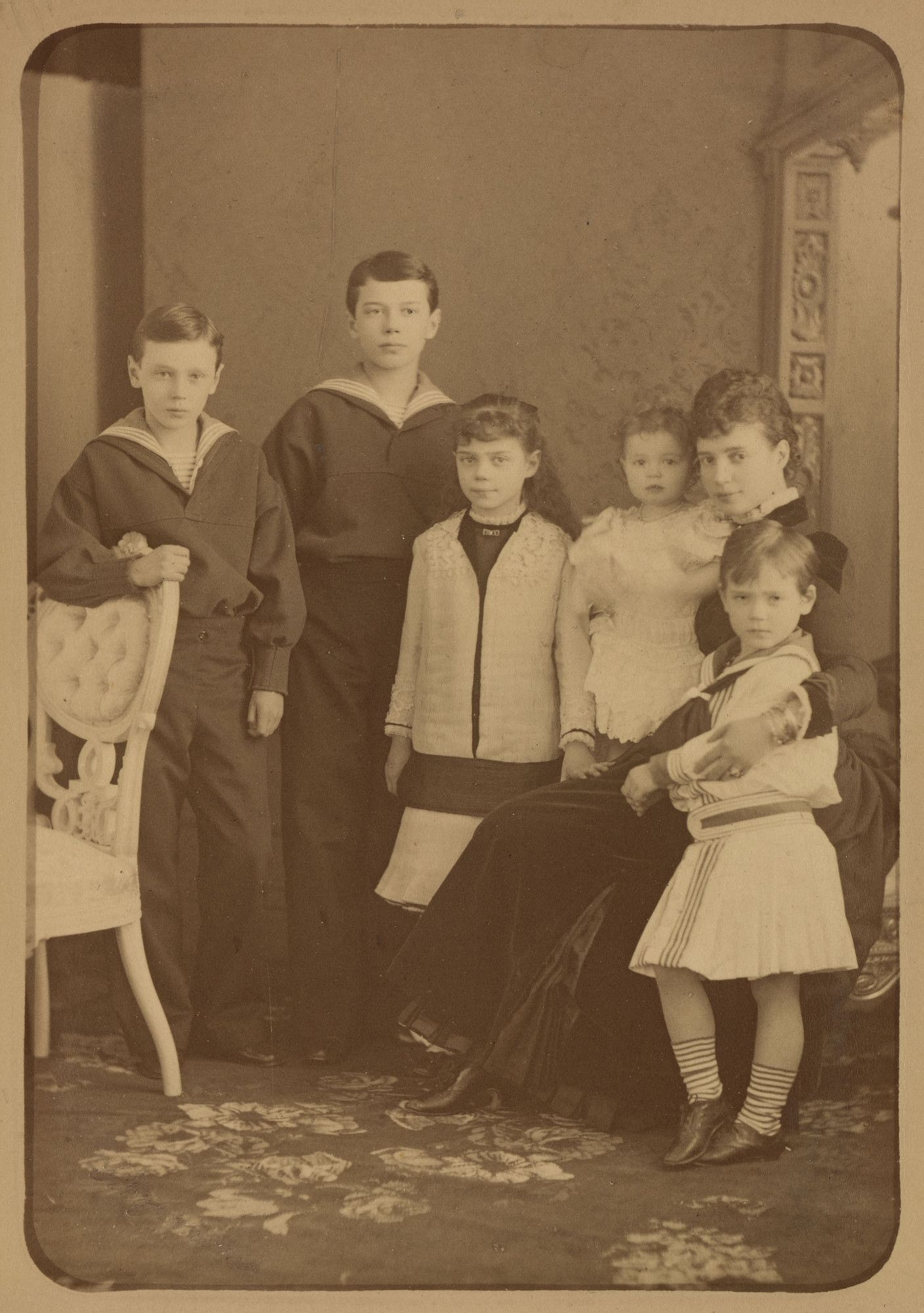
Nikolai (đứng giữa từ trái sang), khoảng 14-15 tuổi.

Do người em con chú của Aleksandr III, Đại vương công Nikolai Nikolayevich, cũng có tên là Nikolai, vị Đại vương công này được Hoàng gia gọi là "Nicholasha" để tránh nhầm lẫn với Nga hoàng tương lai. Thông qua mẹ ông, Nikolai II là cháu của một số vua chúa, trong số đó có George I của Hy Lạp, Frederick VIII của Đan Mạch, Hoàng hậu Alexandra của Anh và Vương phi Thyra xứ Hanover.

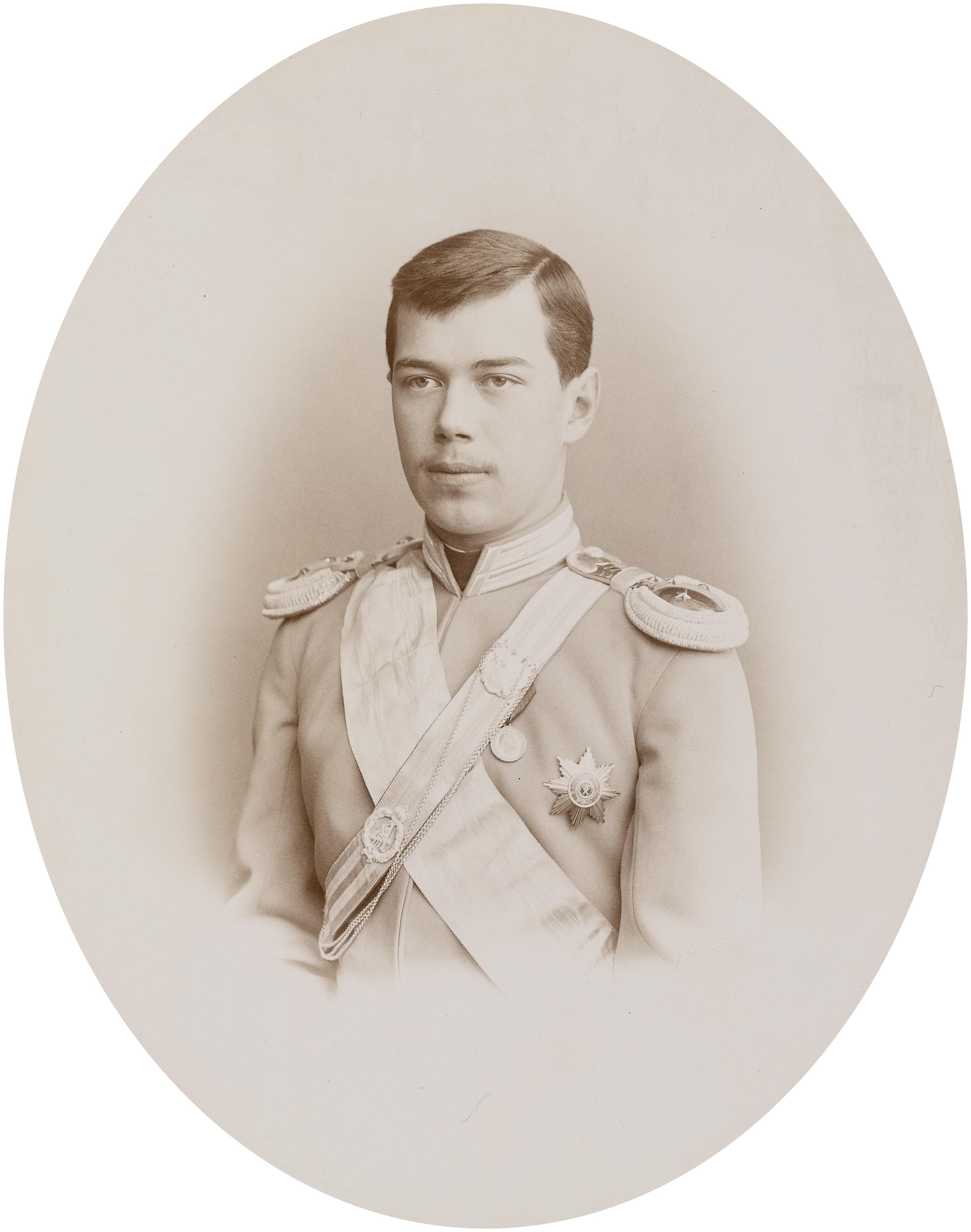
Sa hoàng tương lai khi trưởng thành.

Nga hoàng Nikolai II, cùng với Hoàng đế Đức Wilhelm II, vua Anh George V đều là cháu của nữ hoàng Anh Victoria. Nikolai II, Hoàng hậu Nga Alexandra và Hoàng đế Đức Wilhelm II đều là anh em họ của vua Anh George V. Mẹ của Nikolai, Dagmar của Đan Mạch, là em gái của Alexandra của Đan Mạch, vợ của Edward VII của Anh và là mẹ của George V. Vợ Nikolai II là con gái của Vương nữ Alice - con gái của Nữ vương Anh Victoria, vì vậy bà cháu gọi vua Edward VII bằng bác (bên họ mẹ) và là em họ của Hoàng đế Wilhelm II; và cùng là hậu duệ trực tiếp của Nữ hoàng Victoria. Wilhelm II là con của Hoàng đế Đức Friedrich III và Vương nữ Vicky - con gái cả của Nữ vương Victoria. Wilhelm II - anh họ của Hoàng hậu Nga Alexandra - và Nikolai II đều là con cháu của vua nước Phổ Friedrich Wilhelm III.

## Hoàng thái tử nước Nga

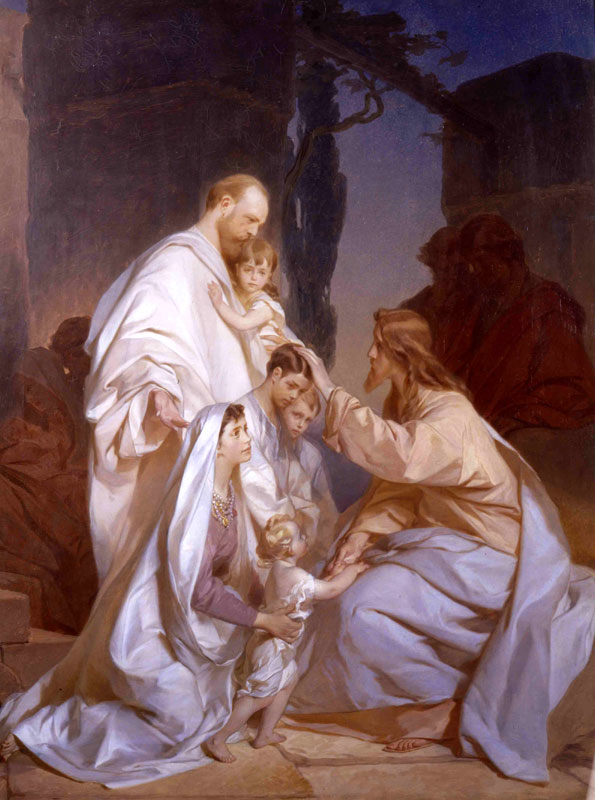
Chúa phù hộ cho Nga hoàng. Tranh sơn dầu trên vải bạt của Ivan Makarov, cho thấy cảnh vua Aleksandr III, Hoàng hậu và các con yết kiến Chúa Giê-su.

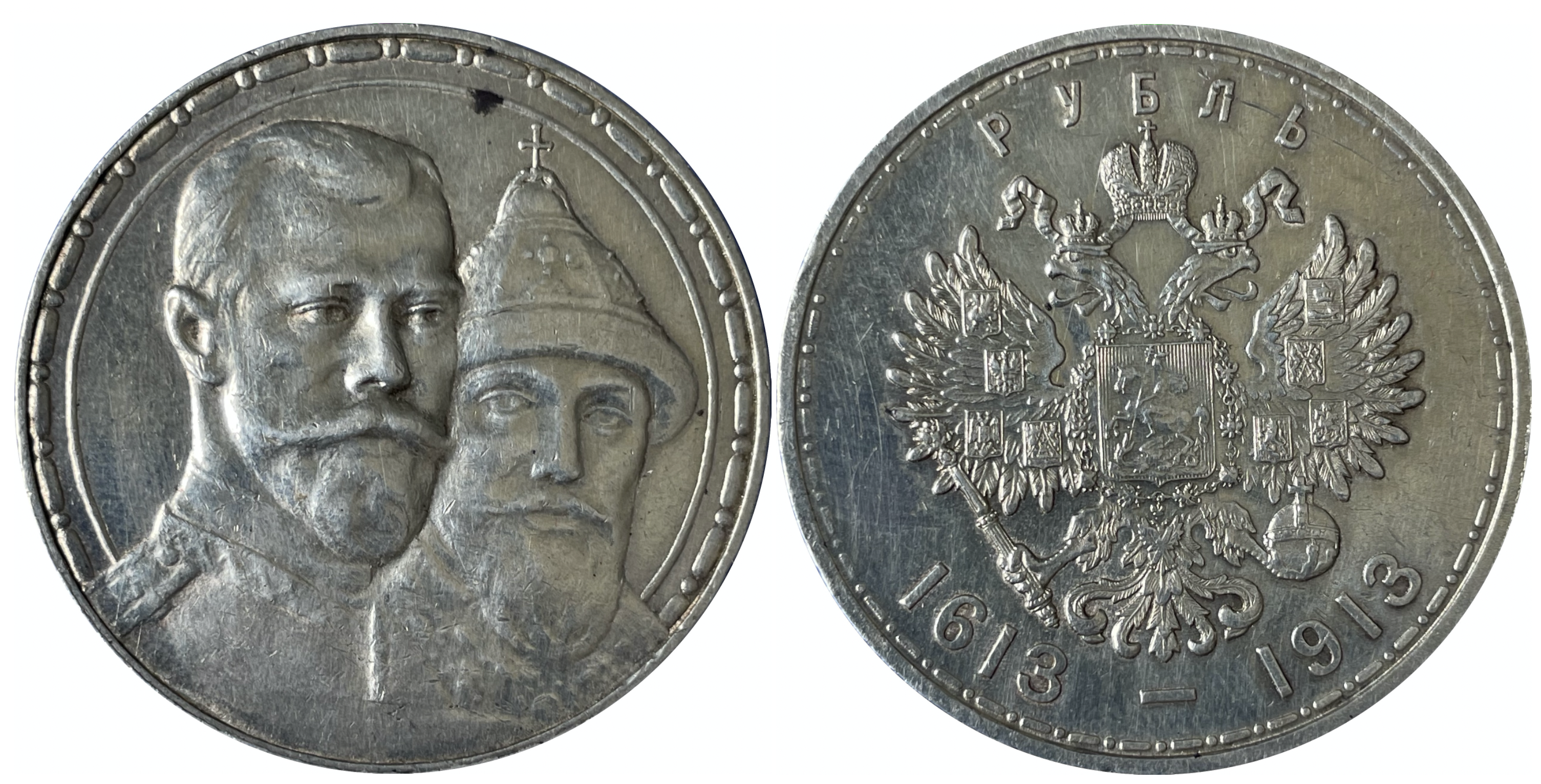
1 ruble Đế quốc Nga, với mặt trước là chân dung của Nikolai II và Mikhail I của Nga - Xu bạc kỷ niệm 300 năm Nhà Romanov cai trị Đế quốc Nga (1613 - 1913)

Năm 13 tháng 3 năm 1881, ông trở thành Hoàng thái tử (Tsesarevich) còn cha ông thì trở thành Nga hoàng Aleksandr III, sau khi ông nội Nikolai là Nga hoàng Aleksandr II bị tổ chức "Dân ý" ám sát. Ông và nhiều hoàng thân khác đã chứng kiến được sự kiện này khi đang ở Cung điện Mùa Đông tại kinh thành Sankt-Peterburg. Vì lý do an toàn, Nga hoàng Aleksandr III và Hoàng gia thường sống ở Cung điện Gatchina phía ngoài Sankt-Peterburg, chứ không phải là Cung điện Mùa Đông.
Một cuộc hành trình với những mục đích mang tính giáo dục là một phần quan trọng của việc dạy cho các hoàng thân Nga làm quen với hoạt động nhà nước. Năm 1890, Nga hoàng Aleksandr III tuyên bố thiết lập tuyến đường sắt xuyên Siberia. Thái tử Nikolai đã tham gia lễ khai mạc tuyến đường sắt trên Siberia, và từ nơi này, nhà vua hạ lệnh cho ông thực hiện chuyến hành trình khắp thế giới - mà người ta gọi là "Cuộc hành trình về phía Đông của Nikolai II". Năm đó ông đã 22 tuổi, mới hoàn thành khóa học tại Học viện sĩ quan cận vệ đã, và cũng đã hoàn tất chương trình đào tạo nhân văn của Đại học tổng hợp quốc gia. Bấy giờ, nước Nga đã làm chủ của một đội Hải quân hùng hậu. Vì thế, với chuyến du hành này Nikolai học được về công việc ngoại giao cũng như với sóng nước trên biển. Ông cùng đoàn tàu đã hành trình dọc bờ Đại Tây Dương qua Địa Trung Hải và Ấn Độ, tới nhiều hải cảng có tên tuổi ở Hy Lạp, Ấn Độ, Xiêm La,... Công tước Esper Ukhtomsky - người được Thái tử rất tin cậy - là người tư vấn cho Thái tử thực hiện chuyến Đông du trong những năm 1890 - 1891. Đến ngày 28 tháng 3 năm 1891 Thái tử nước Nga đến cửa sông Đồng Nai, sau đó cập bến cảng Sài Gòn. Ngay trên bến cảng, Toàn quyền Đông Dương khi đó là Jules Georges Piquet cùng quan quân triều Nguyễn và Pháp đã tổ chức đón tiếp. Đây là lần đầu tiên trong lịch sử một chính khách người Nga đến thăm Việt Nam - bấy giờ còn nằm dưới ách đô hộ của đế quốc Pháp. Đến Nhật Bản, ông bị một người Nhật mưu sát hụt tại Otsu.

## Trị vì

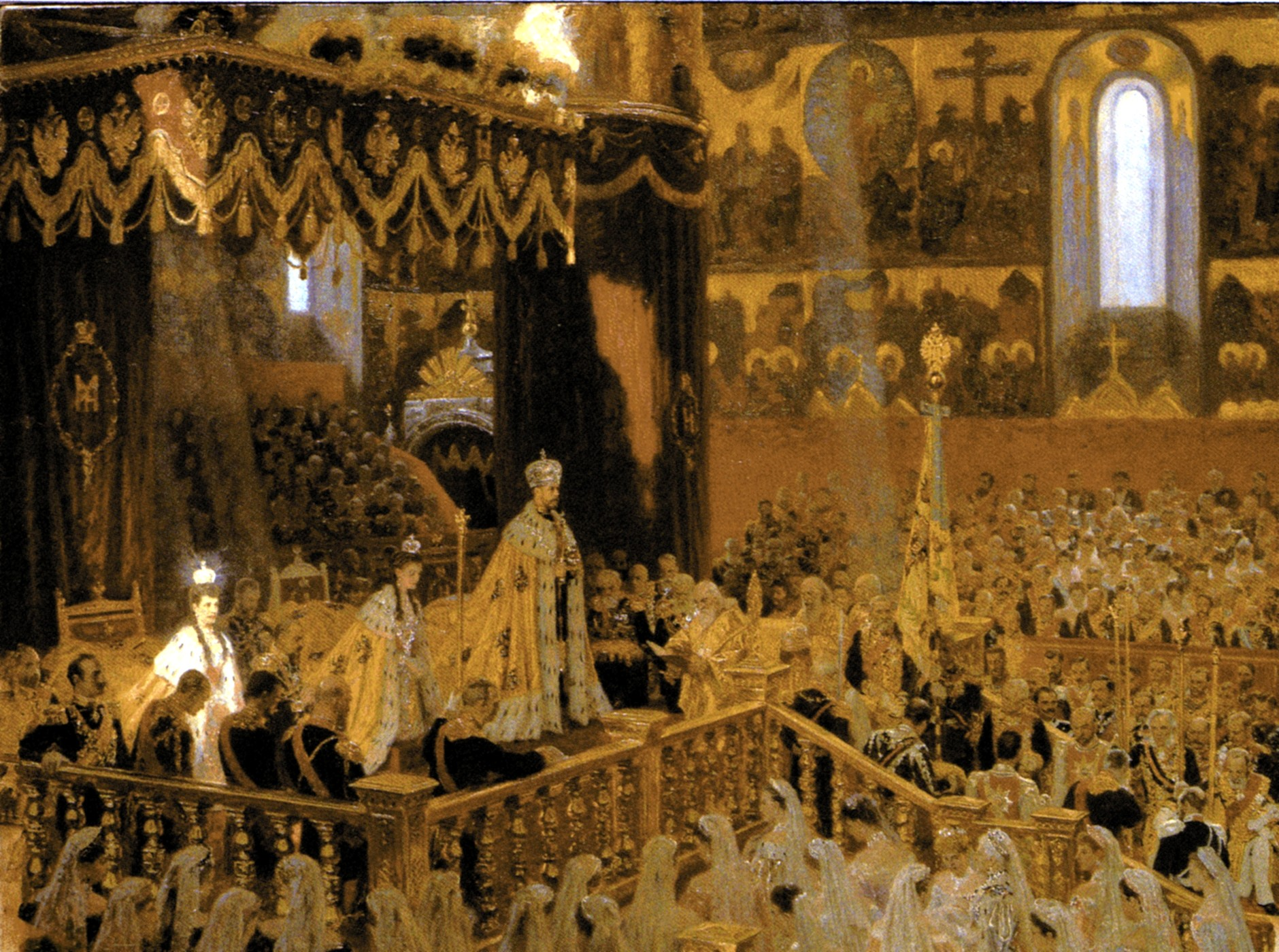
Lễ đăng quang của Sa hoàng Nikolai II và Hoàng hậu Alexandra

### Đăng quang
Tháng 5 năm 1896, sau khi vua cha Aleksandr III qua đời, Thái tử Nikolai lên nối ngôi, nhưng thực tế ông chính thức nắm quyền vào ngày 1 tháng 11 năm 1894, hai năm trước khi diễn ra lễ đăng quang. Giống như các vua đời trước, ông được xem là "đệ nhất tín đồ của Chính Thống giáo nước Nga". Ông đã làm lễ đăng quang tại Đại giáo đường Upensky, trong điện Kremlin. Khi đó, cho dù triều đình Nga đóng đô tại Sankt-Peterburg và Hoàng gia Nga ngụ tại Cung điện Mùa Đông, các Nga hoàng vẫn tổ chức lễ đăng quang tại Đại giáo đường Upensky (Cái chết của Đức Mẹ Đồng Trinh) ở Moskva, dưới sự chỉ đạo của Thượng phụ là Sergius I (1893 - 1898). Điều này thể hiện sự sùng kính Chính Thống giáo Đông phương đã lưu truyền qua các thế hệ Hoàng gia Nga.
Lễ đăng quang của Nicholai II và Alix của Hessen và Rhein (lấy tên Nga Aleksandra Fyodorovna) là được diễn ra vào ngày 26 tháng 5 năm 1896 (lịch cũ: 14 tháng 5). Buổi lễ được bắt đầu vào mười giờ sáng, với Nicholai, mẹ của ông và vợ ông ngồi trên ngai vàng được đặt trên bục cao, nằm ở giữa thánh đường. Nikolai ngồi trên ngai vàng của Vua Mikhail Feodorovich, Dagmar ngồi trên ngai vàng của Vua Alexy Mikhailovich Tishayshy, còn Alix thì ngồi trên ngai vàng của Đại Thân vương Ivan III của Nga.
Bốn ngày sau, một bữa tiệc được tổ chức cho người dân tại Khodynka. Tại khu vực này có một quảng trường, nhiều rạp chiếu phim, quà tặng và hai mươi quán rượu được xây để phục vụ cho buổi lễ. Vào buổi chiều tối ngày 29, những người dân nghe tin đồn về "quà tặng" đã đến. Do số lượng người quá đông, lực lượng cảnh sát đã không thể kiểm soát được tình hình. Kết quả, 1 389 người tử vong do bị giẫm đạp, khoảng 1 300 người bị thương. Tuy nhiên, "quà tặng" cho mỗi người chỉ là một mẩu bánh mì nhỏ, một miếng xúc xích, bánh quy cây, bánh mì gừng và một chiếc ly làm kỉ niệm.

### Trở ngại khi làm Sa hoàng
Mặc dù đã được đào tạo và học tập một cách kĩ lưỡng, Nicholai II vẫn chưa đủ sẵn sàng để làm Sa hoàng. Ông nói: "Ta vẫn chưa sẵn sàng làm Sa hoàng. Ta chẳng biết gì về việc cai trị" . Quả thật, đất nước dưới triều ông trở nên hỗn loạn khi ông liên tục đưa đất nước vào các cuộc chiến tranh đế quốc, làm cho sản xuất bị đình trệ, nông nghiệp sa sút và lạc hậu. Đặc biệt, ông không thể dập tắt được cuộc nổi loạn cách mạng vào đầu thế kỉ XX . Ngoài ra, việc để cho Rasputin lộng hành trong triều đình cũng làm cho Nhà Romanov suy yếu.

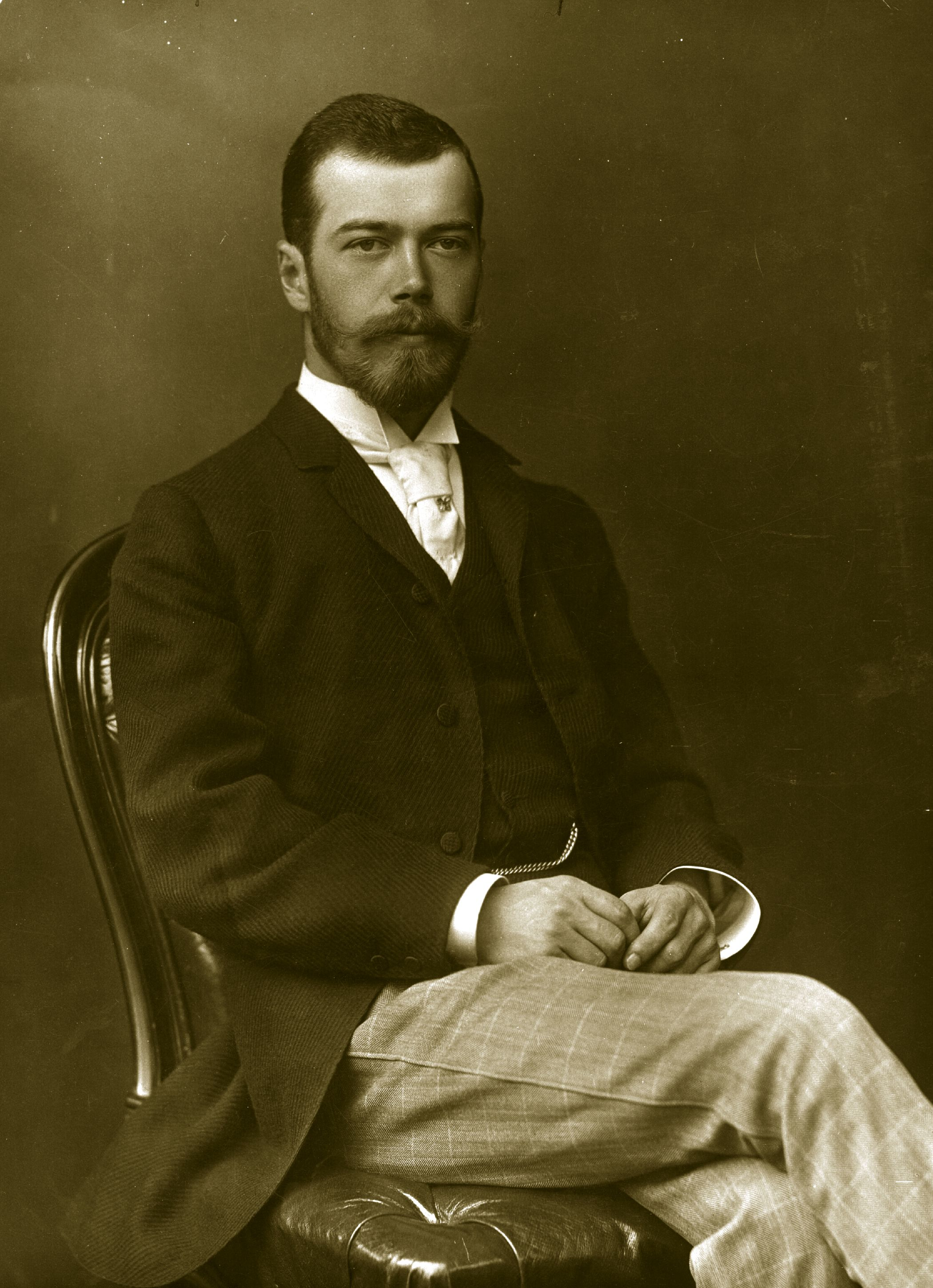
Bức ảnh được chụp tại Anh, với tư cách là Sa hoàng của Nga ông đến Anh tham dự lễ cưới của vua George V.

### Tư tưởng cách mạng
Thời bấy giờ có nhà văn nổi tiếng Lev Nikolayevich Tolstoy (1828 - 1910) là người đã truyền bá tư tưởng cách mạng cho nhân dân Nga, đặc biệt là tầng lớp học sinh, thông qua thơ văn. Nhờ có nhà văn này mà trong đầu người Nga đã có tư tưởng cách mạng. Thấy vậy, Giáo hội Nga tố cáo Lev Nikolayevich Tolstoy tội tuyên truyền sai lệch và khai trừ nhà văn. Vài ba vạn học sinh thành phố Sankt-Peterburg tỏ ra bất bình, gây náo loạn vào năm 1901. Họ kiện lên Nga hoàng Nikolai II, cho rằng nhà văn L. N. Tolstoy bị oan. Nikolai II không đồng ý với họ, và truyền lệnh bắt họ phải im lặng. Ngày 17 tháng 3 năm 1901, học sinh Sankt-Peterburg bèn nổi dậy, cờ xí của họ toàn mang màu đỏ, ám chỉ rằng cách mạng không thể không đổ máu. Họ còn công bố một bản Tuyên ngôn rất dài, tố cáo Nikolai II và quyết định phải vùng dậy, lật đổ Hoàng gia và giành lấy quyền tự do. Cùng ngày, xảy ra xô xát giữa quân triều đình và các học sinh. Quân triều đình áp đảo các học sinh về trang bị và quân số. Vì vậy, quân triều đình đã dập tắt được cuộc loạn của học sinh. Hai bên đều thiệt hại nặng nề, tổ chức "Chữ thập đỏ" phái người đến giúp binh lính triều đình, chẳng khác nào kết quả của một cuộc chiến giữa hai đại đế quốc.
Tuy thất bại, các lực lượng học sinh đã tập hợp lại, toan đấu tranh với triều đình thêm một lần nữa. Học sinh trú ẩn ở nhiều nơi, việc bắt và hành hình tất cả các học sinh là điều khó đối với triều đình Nikolai II, vì vậy Nga hoàng khó có thể mà dùng vũ lực để ổn định tình hình. Sau đó, học sinh còn gửi thư đe dọa đến các Bộ trưởng của vua Nikolai II. Nga hoàng đành phải chủ trì một cuộc họp trong cung, cho phép Tolstoy được phục hồi vai vế trong Giáo hội, và cũng hạ lệnh cho học sinh được miễn làm lính đồng thời thực hiện cải cách về chế độ trường đại học. Sự kiện này đã khiến cho lực lượng học sinh chấm dứt hoạt động. Thủ đô Sankt-Peterburg kết thúc cuộc náo loạn sau một tuần lễ.

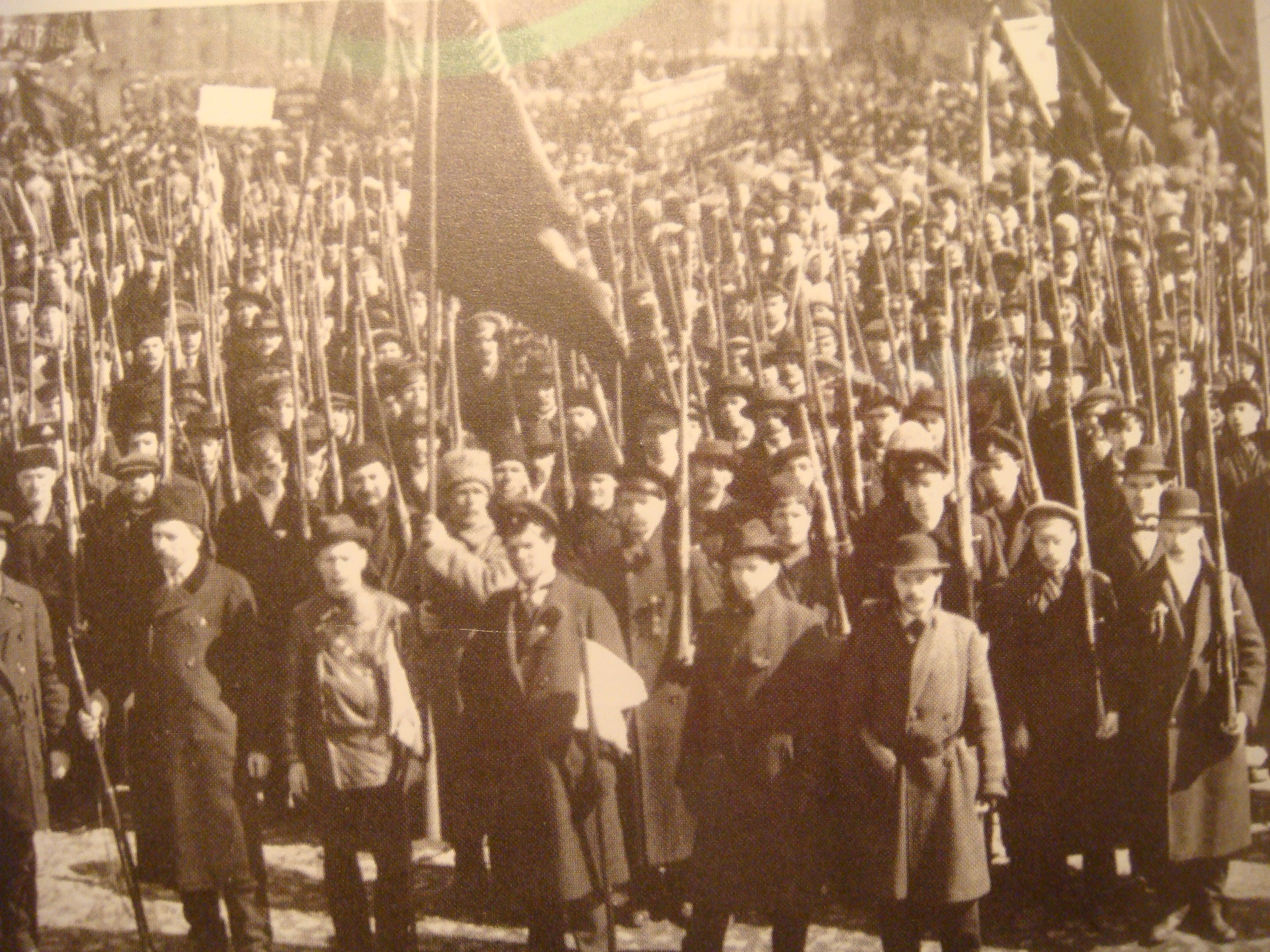
Hồng quân Liên Xô tại Petrograd (Sankt Peterburg). Đây cũng là nơi diễn ra Cách mạng tháng Hai Nga

### Chiến tranh và Cách mạng
Triều đại ông chứng kiến một thời kì sóng gió trong lịch sử Nga. Trong cuộc Chiến tranh Nga-Nhật (1904 - 1905), đế quốc Nga bại trận và mất nhiều đất. Triều đình Nga tỏ ra bất lực, không có khả năng trị vì như trước nữa. Các phong trào Cách mạng liên tiếp nổ ra, tiêu biểu là Cách mạng Nga 1905.
Để xoa dịu bất mãn, ngày 6 tháng 8 năm 1905, Nikolai II công bố "Tuyên ngôn và đạo luật về việc thành lập Đuma Quốc gia". Tầng lớp quý tộc, tư sản, trí thức và một số người đại diện nông dân giàu có chiếm đa số trong Đuma Quốc gia. Sau 12 năm hoạt động, Đuma Quốc gia Nga giải thể khi Cách mạng Tháng Hai 1917 bùng nổ.
Năm 1914, Nikolai II tuyên chiến với Đức, đẩy nhân dân Nga vào cuộc Chiến tranh thế giới thứ nhất và khiến cho nước Nga rơi vào tình trạng bi thảm. Nền kinh tế Nga vốn lạc hậu nên không chịu được cường độ cao của cuộc chiến tranh. Lệnh tổng động viên 10 triệu người tham gia nhập ngũ đã làm cho sản xuất nông nghiệp thiếu nhân lực nghiêm trọng nên ngày càng suy thoái. Từ năm 1916 đến năm 1917 sản lượng lương thực giảm 20%. Nạn mất mùa, đói kém xảy ra khắp nơi. Sản xuất công nghiệp cũng đình đốn trong chiến tranh nên nạn thất nghiệp tăng nhanh. Nền tài chính nước Nga lâm vào tình trạng khủng hoảng. Từ tháng 8 năm 1914 đến tháng 3 năm 1917, triều đình Nga hoàng đã chi vào cuộc chiến 29,6 tỷ rúp Nga — cao gấp 3 lần tổng thu quốc khố.
Trước tình hình đó, trên toàn nước Nga đã xảy ra 1.416 cuộc bãi công và 294 cuộc nổi loạn của nông dân. Do thương vong nặng nề, chỉ huy kém và trang bị thiếu thốn, các binh sĩ cũng bất mãn với chế độ Nga hoàng. Ngoài mặt trận, quân đội Nga đào ngũ hàng loạt và tổ chức nổi loạn như vụ nổi loạn của các lính thủy trên chiến hạm vào tháng 10 năm 1916. Các dân tộc cũng nổi dậy. Tháng 7 năm 1916 tại Kazakhstan, nông dân đã đứng lên khởi nghĩa, thiêu huỷ danh sách trưng binh và đập phá các cơ quan nhà nước. Đến thời điểm này, triều đình Nga hoàng đã không còn khả năng thống trị nữa và nước Nga tiến sát tới một cuộc cách mạng.
Năm 1917, Nikolai II thoái vị sau cuộc Cách mạng Tháng Hai. Cuộc cách mạng tư sản này đã đánh đổ chế độ phong kiến lâu đời của nước Nga.

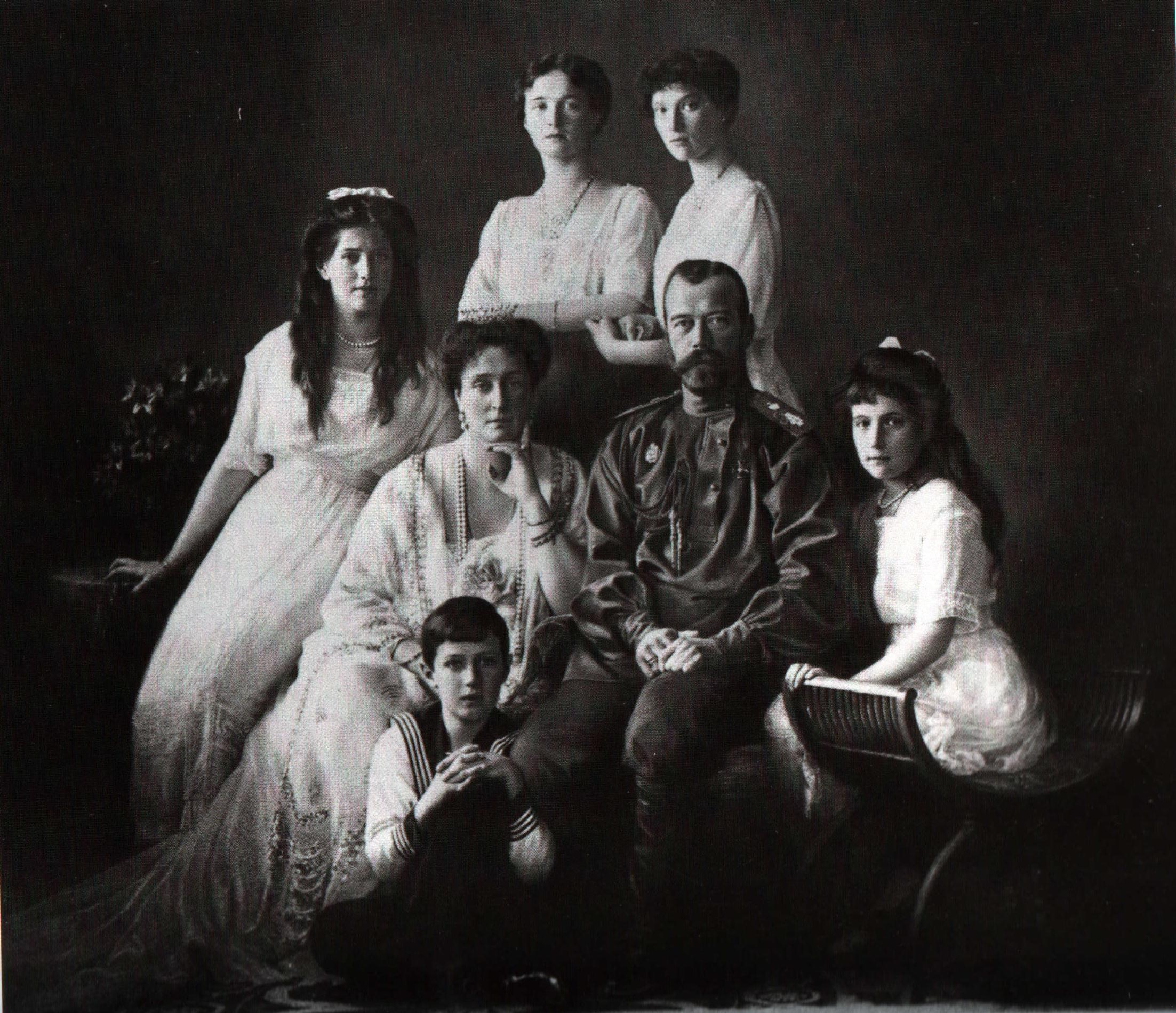
Nikolai II, Alix của Hessen và Rhein và năm người con của họ đều bị xử tử tại Yekaterinaburg, Nga

### Xử tử
Chi tiết: Vụ hành quyết hoàng gia Romanov
Đêm ngày 16 rạng sáng ngày 17 tháng 7 năm 1918, Nikolai II, Hoàng hậu, các công chúa và hoàng tử, quan Thái y, 1 đầy tớ của Nga hoàng, nữ tỳ của Hoàng hậu cùng với đầu bếp của Hoàng gia bị Hội đồng tỉnh Ural xử bắn trong một căn phòng. Trong phong trào cách mạng năm 1918, các "Xô viết" (tiếng Nga nghĩa là "Hội đồng", không phải để chỉ Nhà nước Liên Xô vốn chưa ra đời vào thời điểm đó) mới được thành lập trên khắp nước Nga, đa số có thành phần hỗn tạp gồm nhiều đảng phái và hoạt động theo kiểu tự điều hành, độc đoán. Quyết định xử bắn gia đình Sa hoàng là do Hội đồng tỉnh Ural tự ý đưa ra, Lenin chỉ biết về vụ việc đó sau vài ngày, ông tỏ ra rất buồn vì đã không ngăn chặn được quyết định thiếu cân nhắc này. Năm 2000, Nikolai II cùng toàn bộ gia quyến được Giáo hội Chính Thống giáo Nga phong thánh. Năm 2008, theo tuyên bố của Tòa án Tối cao Nga, Nga hoàng Nikolai II và gia đình "đã bị giết một cách bất hợp pháp".

## Quan hệ với Phật giáo
Nga hoàng Nikolai II là một tín đồ ngoan đạo của Chính Thống giáo Đông phương, thậm chí được Giáo hội Chính Thống giáo Nga tôn thánh sau khi bị sát hại. Tuy nhiên, theo Minh Thạnh, ông là "một nhân vật mà chúng ta không thể không nhắc đến khi tìm hiểu về Phật giáo Nga", "xứng đáng ghi nhận như là một vị vua có phần đóng góp cho sự phát triển của mình cho sự phát triển của Phật giáo". Thật vậy, dưới triều đại ông, đạo Phật trên toàn nước Nga đạt được bước phát triển quan trọng.
Là một Nga hoàng cầm quyền chuyên chính của đế quốc Nga, ông kế thừa quan điểm về một nước Nga có lãnh thổ ở cả châu Á lẫn châu Âu, một đất nước đa sắc tộc, đa tôn giáo. Với quan điểm này, dĩ nhiên là ông tôn trọng đạo Phật - được xem là "tôn giáo tượng trưng cho nền văn hóa phương Đông".
Dưới triều vua Aleksandr III, Vương công Esper Ukhtomsky là người được Nikolai rất tin tưởng. Esper Ukhtomsky - vốn am hiểu và ủng hộ sự phát triển của đạo Phật - đã đến xứ Buryat, một vùng đất theo Phật giáo nằm trong đế quốc Nga.
Năm 1905, ông đã phong chức Đại sứ Nga ở Bắc Kinh cho Pokotilov - một nhà phương Đông học, cũng là bạn và người có cùng quan điểm với Vương công Ukhtomsky.

## Tang lễ
Sau khi xét nghiệm ADN năm 1998, hài cốt của ông và gia đình được an táng tại nhà thờ St. Peter and Paul Cathedral, Saint Petersburg, vào ngày 17 tháng 7 năm 1998. Buổi lễ có sự tham dự của tổng thống Nga lúc đó là Boris Yeltsin. Ngoài ra còn có sự tham dự của Hoàng gia Anh và hơn 20 đại sứ tại Nga cùng với nhiều người khác.

## Di sản
Năm 2008, kênh truyền hình Rossia cùng với Viện Lịch sử Nga thuộc Viện Hàn lâm Khoa học Nga và Quỹ ý kiến xã hội đã tổ chức của cuộc thăm dò dư luận xã hội mang tên "Tên của nước Nga - Sự lựa chọn lịch sử năm 2008". Tính đến ngày 14 tháng 7 năm đó, trên website cuộc cuộc tham dò này, nhân vật lịch sử đứng đầu trong số những người được nhân dân Nga xem là tiêu biểu cho nước Nga là Iosif Vissarionovich Stalin - một nhà lãnh đạo Liên bang Xô viết. Những nhân vật lịch sử được nhiều người bình chọn nhất sau Stalin là Nga hoàng Nikolai II và nhà lãnh đạo Vladimir Ilyich Lenin.

## Con cái
Sau đây là những người con của Nga hoàng Nikolai II và Hoàng hậu Alexandra:
| Chân dung   | Tên                                              | Sinh                                      | Mất                 | Chú thích                           |
| ----------- | ------------------------------------------------ | ----------------------------------------- | ------------------- | ----------------------------------- |
|             | Nữ Đại vương công Olga Nikolayevna của Nga       | 15 tháng 11 [lịch cũ 3 tháng 11] năm 1895 | 17 tháng 7 năm 1918 | bị xử bắn cùng nhau ở Yekaterinburg |
|             | Nữ Đại vương công Tatyana Nikolayevna của Nga    | 10 tháng 6 [lịch cũ 29 tháng 5] năm 1897  | 17 tháng 7 năm 1918 | bị xử bắn cùng nhau ở Yekaterinburg |
|             | Nữ Đại vương công Mariya Nikolayevna của Nga     | 26 tháng 6 [lịch cũ 14 tháng 6] năm 1899  | 17 tháng 7 năm 1918 | bị xử bắn cùng nhau ở Yekaterinburg |
|             | Nữ Đại vương công Anastasiya Nikolayevna của Nga | 18 tháng 6 [lịch cũ 5 tháng 6] năm 1901   | 17 tháng 7 năm 1918 | bị xử bắn cùng nhau ở Yekaterinburg |
| không khung | Thái tử Aleksey Nikolayevich                     | 12 tháng 8 [lịch cũ 30 tháng 7] năm 1904  | 17 tháng 7 năm 1918 | bị xử bắn cùng nhau ở Yekaterinburg |